# Zamarada arenosa
Zamarada arenosa är en fjärilsart som beskrevs av Fletcher 1974. Zamarada arenosa ingår i släktet Zamarada och familjen mätare. Inga underarter finns listade i Catalogue of Life.